# Гибралтар на Светском првенству у атлетици у дворани 2012.
Гибралтар је први пут учествовао на Светском првенству у атлетици у дворани 2012. одржаном у Истанбулу од 9. до 11. марта. Репрезентацију Гибралтара представљао је један такмичар, који се такмичио у трци на 60 метара.
Гибралтар није освојио ниједну медаљу али је оборен лични рекорд сезоне.

## Учесници
Мушкарци:
- Dominic Carroll — 60 м

## Резултати

### Мушкарци
| Атлетичар       | Дисциплина | Лични рекорд | Квалификација | Квалификација | Полуфинале           | Полуфинале           | Финале               | Финале       | Детаљи |
| Атлетичар       | Дисциплина | Лични рекорд | Резултат      | Место         | Резултат             | Место                | Резултат             | Место        | Детаљи |
| --------------- | ---------- | ------------ | ------------- | ------------- | -------------------- | -------------------- | -------------------- | ------------ | ------ |
| Dominic Carroll | 60 м       | 7,34 НР      | 7,50 ЛРС      | 7. у гр. 7    | Није се квалификовао | Није се квалификовао | Није се квалификовао | 49 / 57 (61) |        |